# Aeroportul University of Oklahoma Westheimer
Aeroportul University of Oklahoma Westheimer (IATA: OUN, ICAO: KOUN, FAA LID: OUN) este un aeroport din Oklahoma, Statele Unite ale Americii ce deservește zona Norman. Aeroportul a fost tranzitat în 2019 de 80 de pasageri.
Situat la o altitudine de 360 m, aeroportul dispune de 2 piste.

## Infrastructură

### Piste
Aeroportul dispune de 2 piste. Pista 03/21 are suprafața de asfalt și dimensiunile 4.748 picioare × 100 picioare. Pista 18/36 are suprafața de asfalt și dimensiunile 5.199 picioare × 100 picioare. 